# The Slave Girl
The Slave Girl er en amerikansk stumfilm fra 1915 af Tod Browning.

## Medvirkende
- Elmo Lincoln som Bob West.
- Teddy Sampson som Ida West.
- W.E. Lawrence som Fred Gilbert.
- Mary Alden som Sally.
- Miriam Cooper.